# 원주역사박물관
원주역사박물관은 강원특별자치도 원주시에 있는 공립 역사 박물관이다.

## 연혁
- 1993. 11. 박물관건립계획수립(명륜동 512번지 일원)
- 1994. 03. 박물관 건립부지변경(현위치)
- 1995. 11. 건축설계 완료
- 1997. 12. 건축공사 착공
- 1999. 12. 건축공사 및 전시설계완료
- 2000. 03. 30. 박종수관장 취임
- 2000. 11. 14. 개관
- 2003. 05. 중앙 전시홀 증축
- 2005. 04. 전통문화 체험실 증축
- 2010. 02. 05. 원주역사박물관으로 명칭 변경

## 갤러리

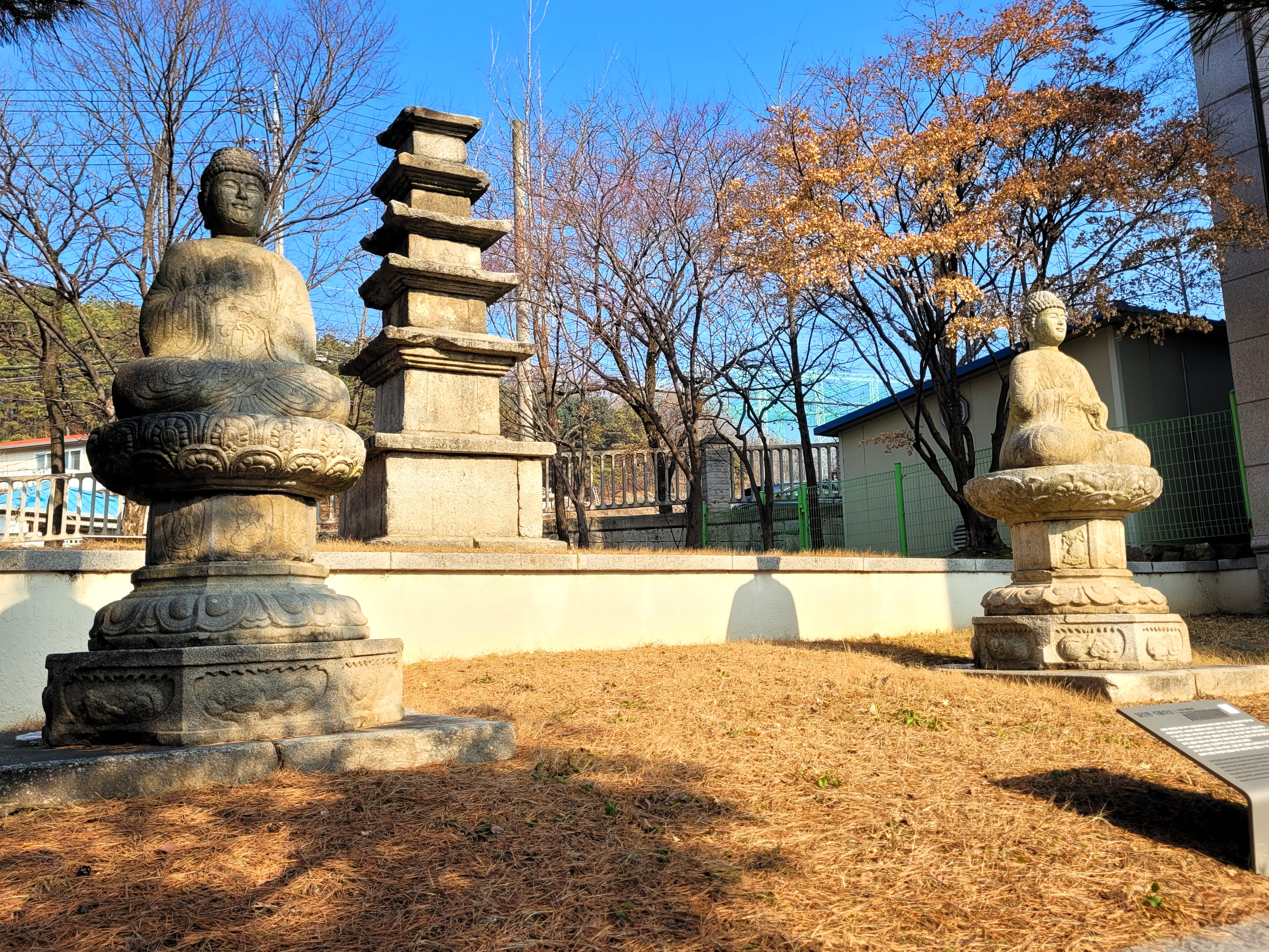
일산동 석불좌상
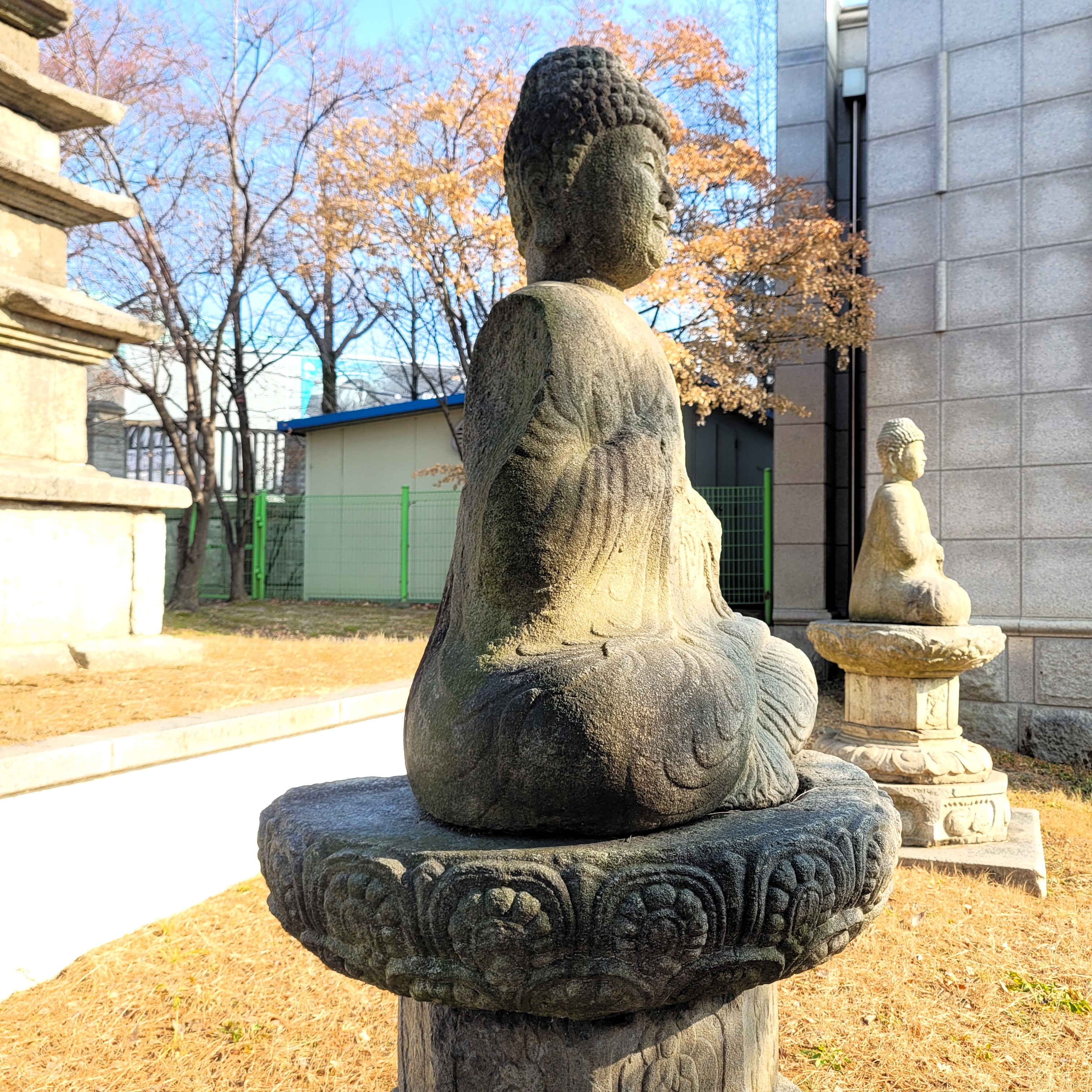
일산동 석불좌상 전경
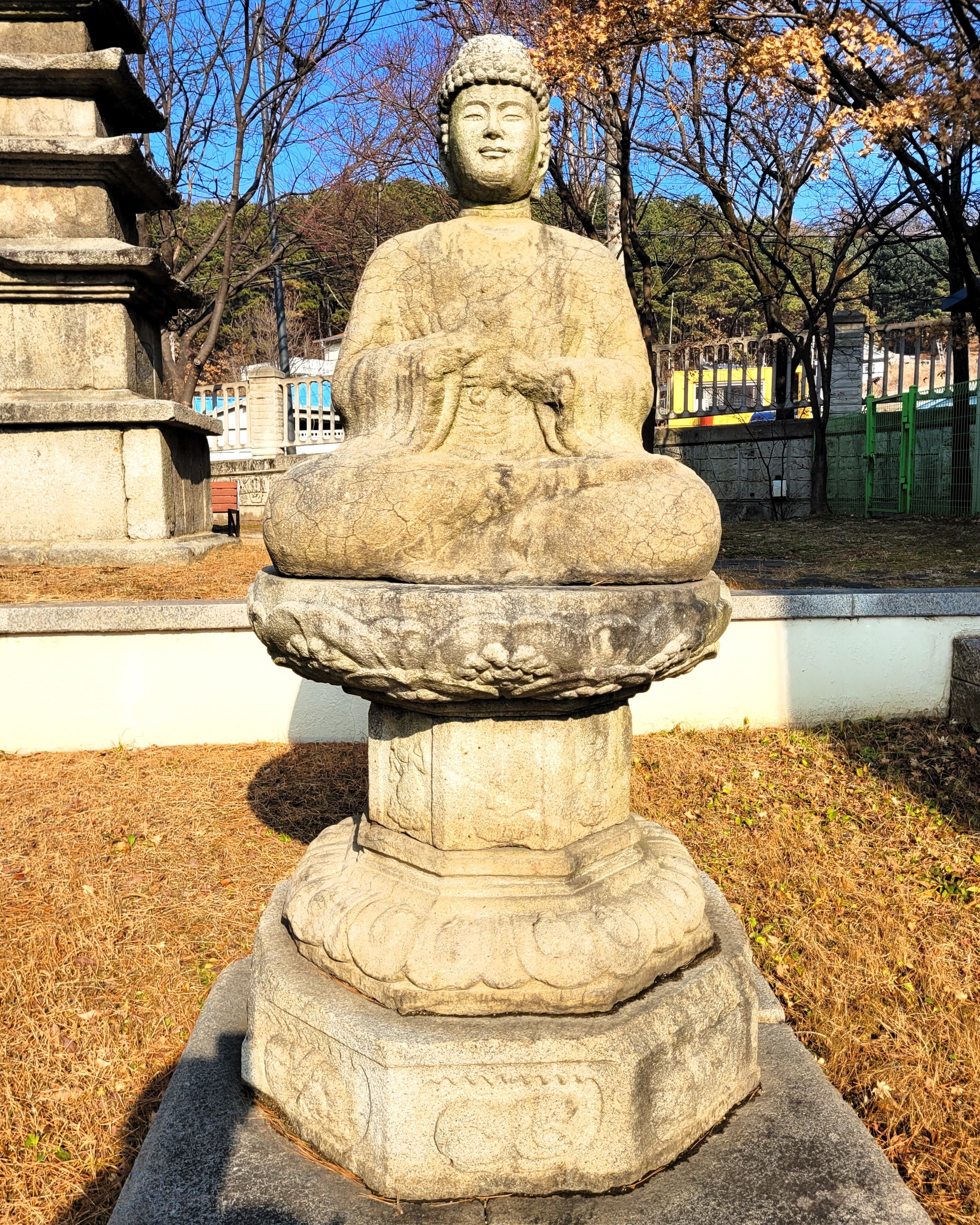
일산동 석불좌상의 오른쪽 불상
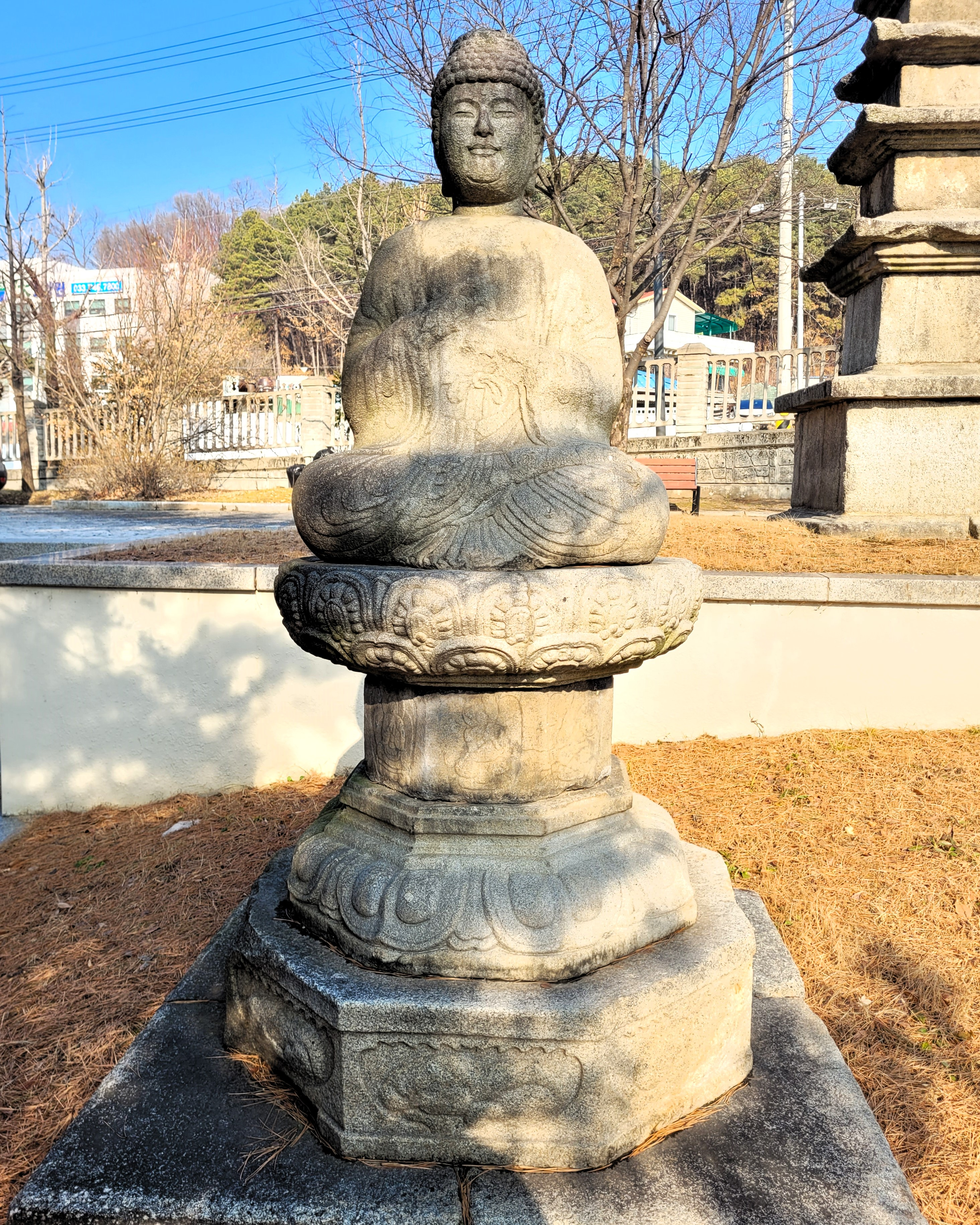
일산동 석불좌상 왼쪽 불상
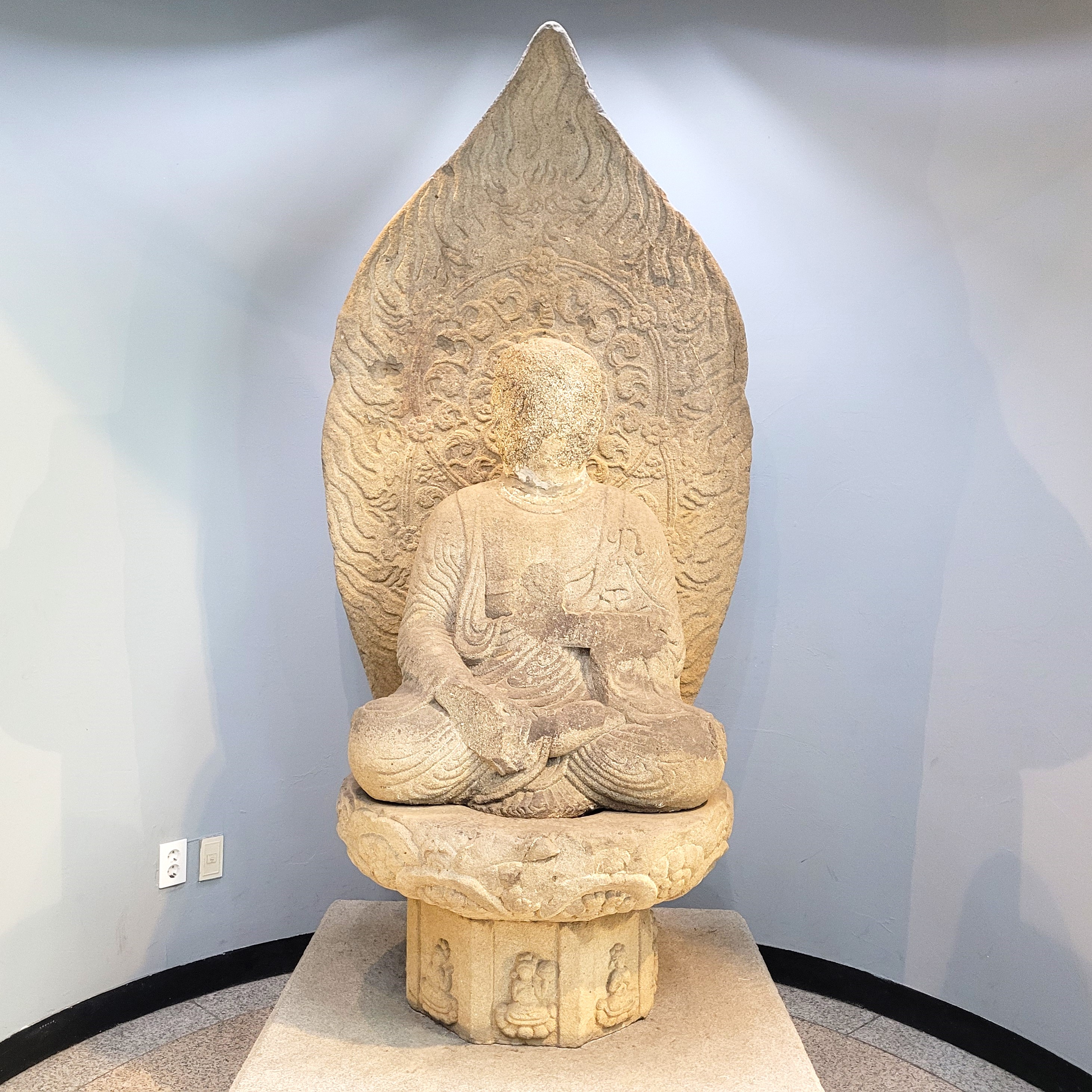
박물관 내에 전시된 봉산동 석불좌상
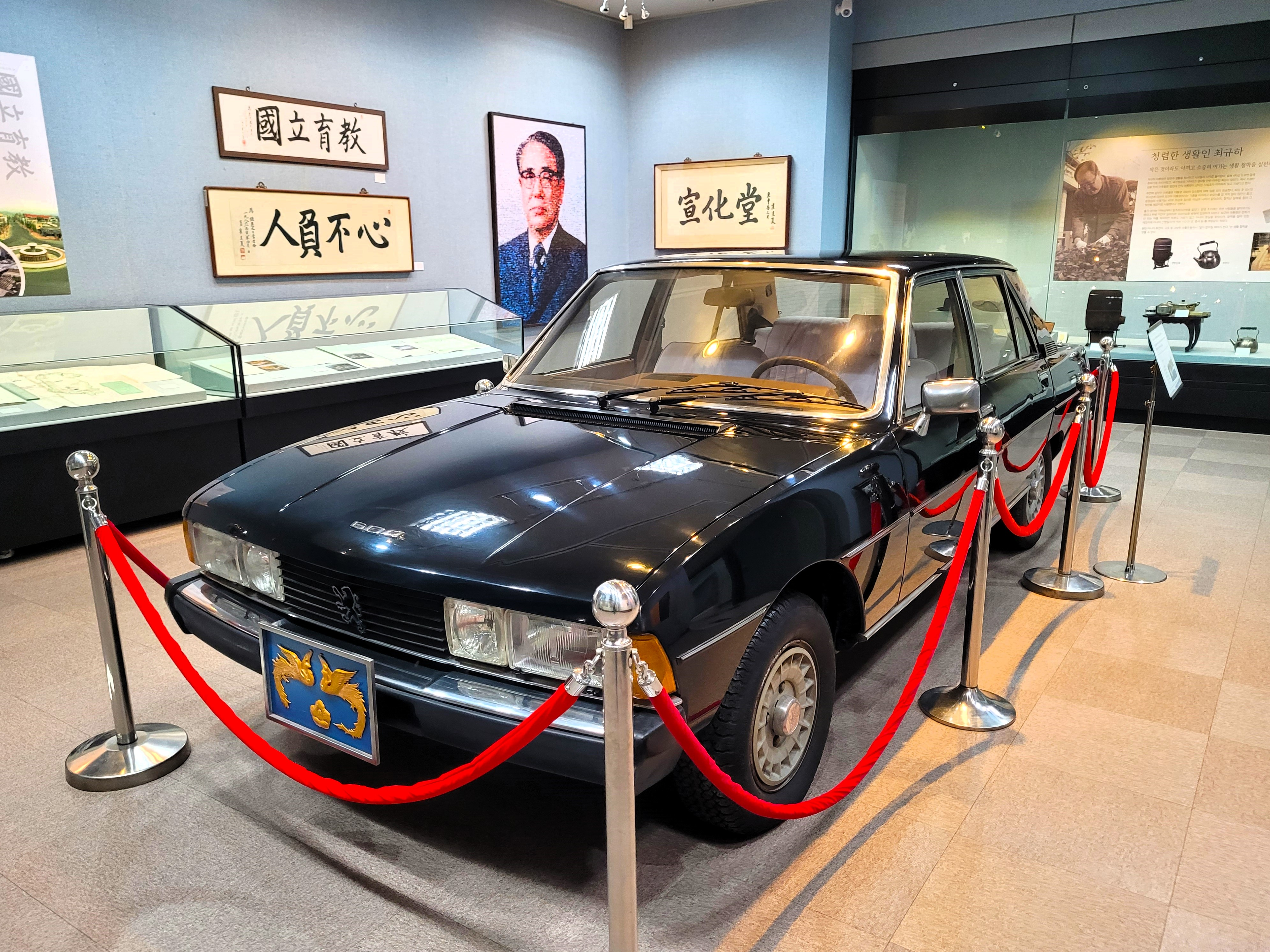
최규하 대통령이 탔던 푸조 604
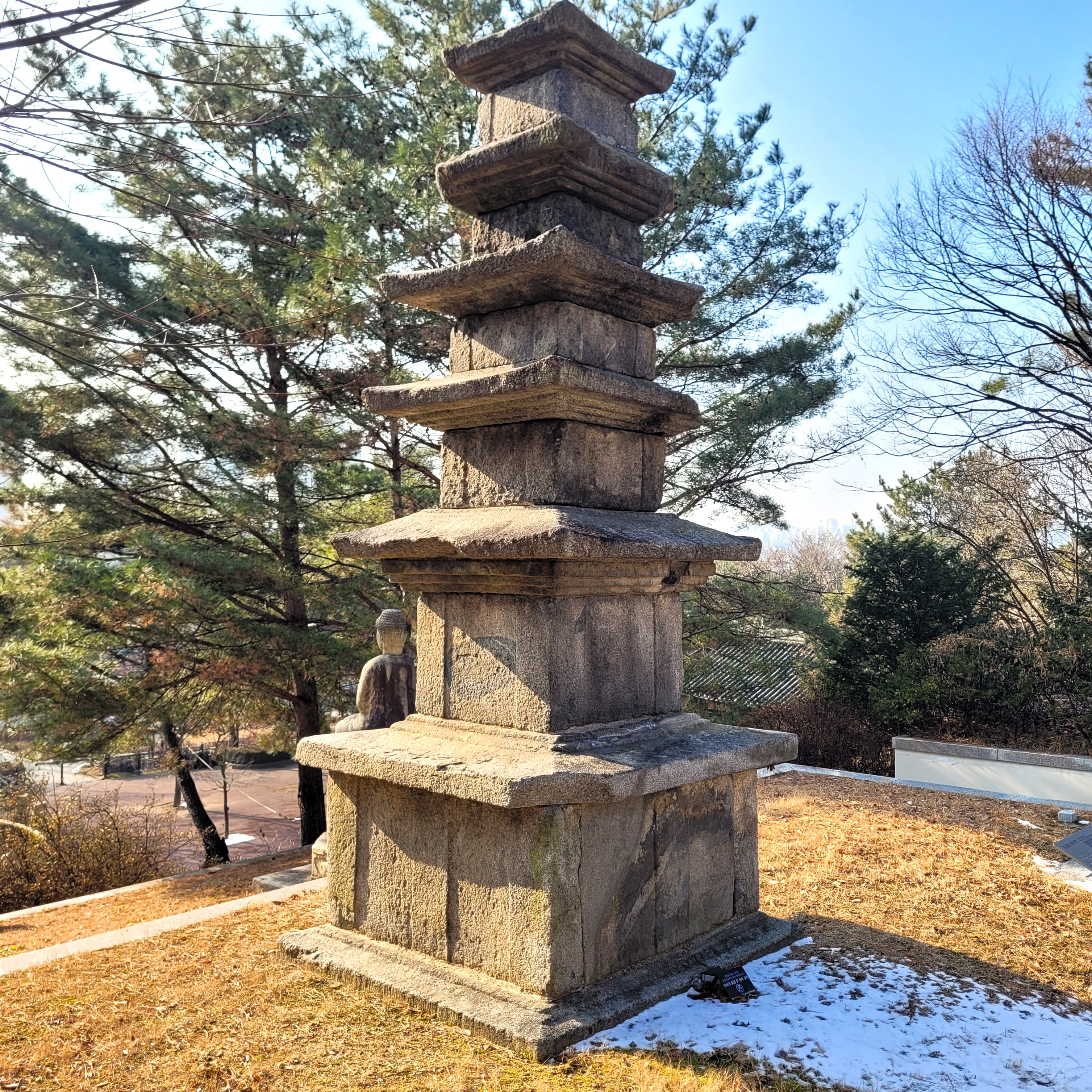
일산동 오층석탑
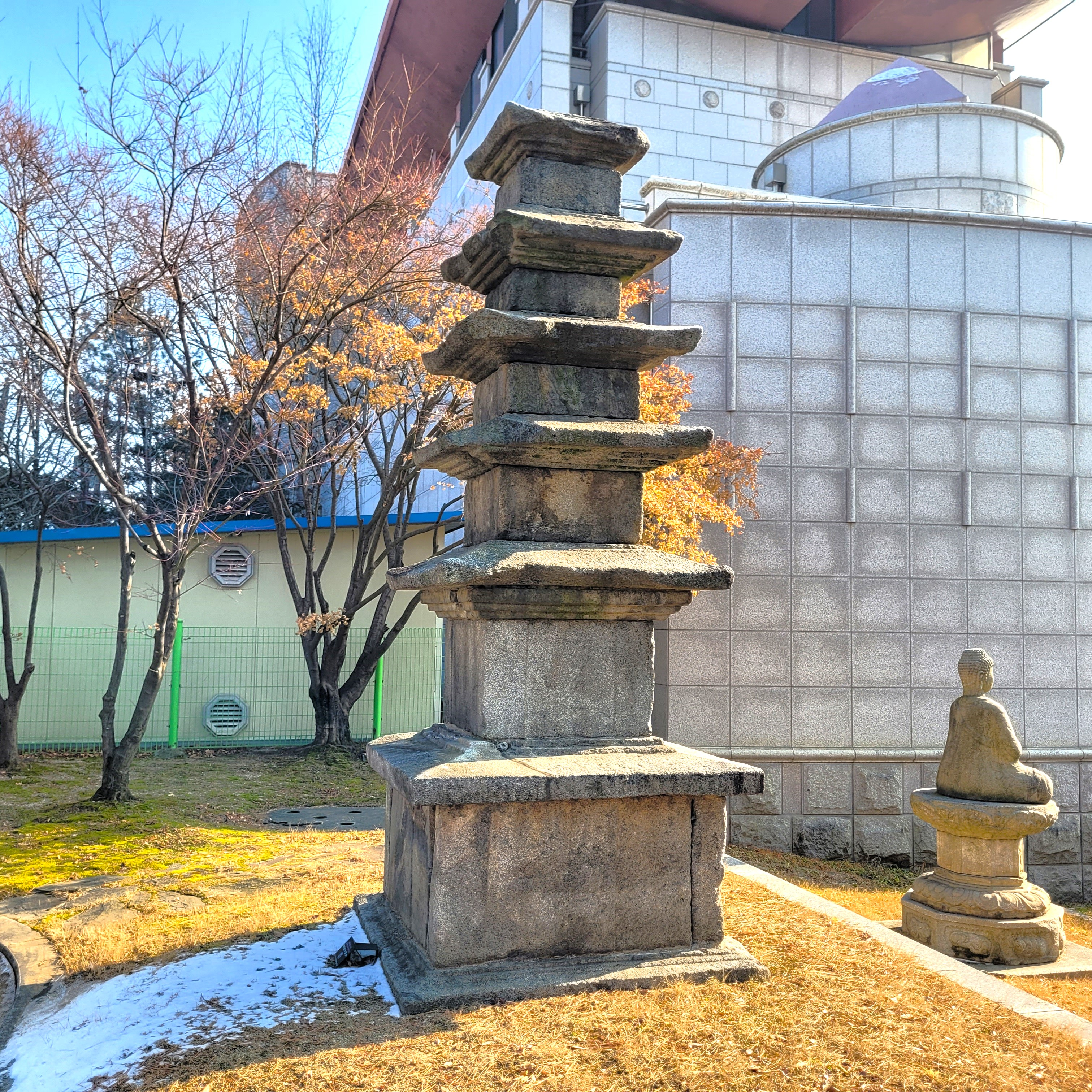
일산동 오층석탑 전경